# Halfbrick Studios
Halfbrick Studios Pty Ltd (comúnmente conocido simplemente como Halfbrick) es un desarrollador de videojuegos australiano con sede en Brisbane. 

## Historia
La compañía fue fundada en 2001 por seis personas en un sótano en Brisbane, Australia, y trabajó principalmente en juegos con licencia hasta 2008. Lanzaron el altamente aclamado Fruit Ninja (2010) y Jetpack Joyride (2011).
Fuera de su sede en Brisbane, Halfbrick abrió cinco oficinas en Sídney, Adelaida, España, Bulgaria y Los Ángeles. En marzo de 2012, Halfbrick Studios adquirió Onan Games por un precio no revelado para hacer uso de su software Mandreel, que permite a los juegos soportar iOS, Android, Adobe Flash y el desarrollo de HTML5.
En el año 2015, Fruit Ninja ha sido descargado más de mil millones de veces.
En 2017, Halfbrick Studios fue incorporado al Salón de la Fama de los Líderes Empresariales de Queensland. Halfbrick es más conocido por su desarrollo de la Fruit Ninja App, que colocó a la compañía como una de las cinco principales empresas de juego en todo el mundo. Halfbrick es una de las compañías de más rápido crecimiento de Australia, y está entre las exportaciones culturales más notables de Australia.

## Juegos
| Año  | Título                                         | Plataforma (s)                                                      |
| ---- | ---------------------------------------------- | ------------------------------------------------------------------- |
| 2002 | Rocket Power: Beach Bandits                    | PlayStation 2, Nintendo GameCube, Xbox                              |
| 2003 | Fuzz & Rocket (cancelado)                      | Game Boy Advance                                                    |
| 2004 | Ty the Tasmanian Tiger 2: Bush Rescue          | Game Boy Advance                                                    |
| 2005 | Ty the Tasmanian Tiger 3: Night of the Quinkan | Game Boy Advance                                                    |
| 2006 | Barnyard                                       | Game Boy Advance                                                    |
| 2006 | Avatar: The Last Airbender                     | Game Boy Advance                                                    |
| 2006 | Nicktoons: Battle for Volcano Island           | Game Boy Advance                                                    |
| 2007 | Heatseeker                                     | PlayStation Portable                                                |
| 2007 | Avatar: The Last Airbender – The Burning Earth | Game Boy Advance                                                    |
| 2007 | The Legend of Spyro: The Eternal Night         | PlayStation 2, Wii                                                  |
| 2008 | Hellboy: The Science of Evil                   | PlayStation Portable                                                |
| 2008 | Avatar: The Last Airbender – Into the Inferno  | Nintendo DS                                                         |
| 2009 | Star Wars: The Clone Wars – Republic Heroes    | Microsoft Windows                                                   |
| 2009 | Marvel Super Hero Squad                        | Nintendo DS                                                         |
| 2009 | Halfbrick Blast Off                            | Xbox 360, PlayStation Portable, PlayStation 3                       |
| 2009 | Halfbrick Echoes                               | Xbox 360, PlayStation Portable, PlayStation 3, Zune HD              |
| 2009 | Halfbrick Rocket Racing / Aero Racing          | Xbox 360, PlayStation Portable, PlayStation 3                       |
| 2010 | Age of Zombies                                 | iOS, PlayStation Vita, PlayStation Portable,PlayStation 3           |
| 2010 | Fruit Ninja                                    | iOS, Android, Bada, Windows Phone                                   |
| 2010 | Sunset Studio: Behind the Scenes!              | Microsoft Windows                                                   |
| 2010 | The Last Airbender                             | Nintendo DS                                                         |
| 2010 | Monster Dash                                   | iOS                                                                 |
| 2010 | Raskulls                                       | Xbox 360                                                            |
| 2011 | de Blob 2                                      | Nintendo DS                                                         |
| 2011 | Fruit Ninja FX                                 | Arcade                                                              |
| 2011 | Fruit Ninja Kinect                             | Xbox 360                                                            |
| 2011 | Fruit Ninja Frenzy                             | Facebook                                                            |
| 2011 | Age of Zombies                                 | Android                                                             |
| 2011 | Monster Dash                                   | Google Chrome                                                       |
| 2011 | Jetpack Joyride                                | iOS                                                                 |
| 2011 | Fruit Ninja: Puss In Boots                     | Android, iOS                                                        |
| 2011 | Steambirds: Survival                           | Android, iOS                                                        |
| 2011 | Age of Zombies Anniversary                     | iOS                                                                 |
| 2012 | Jetpack Joyride                                | Android, BlackBerry OS, Facebook, PlayStation Vita, Windows Runtime |
| 2013 | Fish out of Water                              | iOS                                                                 |
| 2013 | Fruit Ninja Skittles                           | Android, iOS                                                        |
| 2013 | Band Stars                                     | Android, iOS                                                        |
| 2013 | Colossatron: Massive World Threat              | Android, iOS                                                        |
| 2014 | Bears vs. Art                                  | Android, iOS                                                        |
| 2014 | Birzzle Fever                                  | Android, iOS                                                        |
| 2014 | Yes Chef                                       | Android, iOS                                                        |
| 2014 | Radical Rappelling                             | Android, iOS                                                        |
| 2014 | Top Farm                                       | Android, iOS                                                        |
| 2015 | Fruit Ninja Kinect 2                           | Xbox One                                                            |
| 2015 | Fruit Ninja Academy: Math Master               | Android, iOS                                                        |
| 2016 | Fruit Ninja VR                                 | Microsoft Windows, PlayStation VR                                   |
| 2016 | Star Skater                                    | Android, iOS                                                        |
| 2016 | Dan the Man                                    | Android, iOS                                                        |